# Puchar Polski (województwo kujawsko-pomorskie) w piłce nożnej mężczyzn (2024/2025)
W sezonie 2024/2025 Puchar Polski na szczeblu regionalnym w województwie kujawsko-pomorskim składał się z 4 rund, w których wzięło udział 16 zespołów: 8 z OPP Bydgoszcz, 3 z OPP Toruń, 4 z OPP Włocławek i Elana Toruń (obrońca tytułu). Rozgrywki miały na celu wyłonienie zdobywcy Regionalnego Pucharu Polski w województwie kujawsko-pomorskim i uczestnika piłkarskiego Pucharu Polski na szczeblu centralnym w sezonie 2025/2026, którym została Zawisza Bydgoszcz.

## Uczestnicy
| III liga                                                                                         | IV liga | klasa okręgowa | klasa A                            |
| ------------------------------------------------------------------------------------------------ | --- | --- | ---------------------------------- |
| - Zawisza Bydgoszcz – OPP Bydgoszcz - Wda Świecie – OPP Bydgoszcz - Elana Toruń – obrońca tytułu | - Pogoń Mogilno – OPP Bydgoszcz - Unia Solec Kujawski – OPP Bydgoszcz - Unia Wąbrzeźno – OPP Toruń - Sparta Brodnica – OPP Toruń - Łokietek Brześć Kujawski – OPP Włocławek - Tłuchowia Tłuchowo – OPP Włocławek - Wisła Dobrzyń nad Wisłą – OPP Włocławek - Lech Rypin – OPP Włocławek | - GLKS Dobrcz – OPP Bydgoszcz - Notecianka Pakość – OPP Bydgoszcz - Noteć Gębice – OPP Bydgoszcz - MUKS CWZS Bydgoszcz – OPP Bydgoszcz | - Drwęca Golub-Dobrzyń – OPP Toruń |

## 1/8 finału
Pary 1/8 finału, podobnie jak kolejnych faz, zostały rozlosowane 14 listopada 2024 roku, natomiast mecze zostały rozegrane 19 lutego, 1 i 5 marca 2025 roku.
| 19 lutego 2025 | MUKS CWZS Bydgoszcz | 0:7   | Zawisza Bydgoszcz                                                                                      |  |
| 12:00          |                     | (0:3) | 28' Igor Zyntek · 33' (sam.) ? · 45', 77', 83' Patryk Urbański · 72' Jakub Bojas · 89' Patryk Skórecki |  |

| 1 marca 2025 | GLKS Dobrcz | 2:3   | Pogoń Mogilno      |  |
| 14:00        | ?' ? · ?' ? | (?:?) | ?' ? · ?' ? · ?' ? |  |

| 1 marca 2025 | Noteć Gębice | 2:1   | Unia Solec Kujawski |  |
| 14:00        | ?' ? · ?' ?  | (?:?) | ?' ?                |  |

| 1 marca 2025 | Unia Wąbrzeźno | 1:2   | Sparta Brodnica |  |
| 14:00        | ?' ?           | (?:?) | ?' ? · ?' ?     |  |

| 1 marca 2025 | Wisła Dobrzyń nad Wisłą | 1:2   | Lech Rypin  |  |
| 14:00        | ?' ?                    | (?:?) | ?' ? · ?' ? |  |

| 1 marca 2025 | Tłuchowia Tłuchowo                         | 2:0   | Łokietek Brześć Kujawski |  |
| 18:00        | ?' Maksymilian Brejnak · 90' Dawid Kieplin | (?:0) |                          |  |

| 5 marca 2025 | Notecianka Pakość | 0:3   | Wda Świecie                                 |  |
| 14:30        |                   | (0:0) | 51', 90' Jay Jaskólski · 85' Michał Kalitta |  |

| 5 marca 2025 | Drwęca Golub-Dobrzyń | 0:6   | Elana Toruń |  |
| 14:30        |                      | (0:3) | 24' Wadym Sołohub · 27' Mariusz Gabrych · 31' Szymon Ćwikliński · 68' Wojciech Mielcarek · 84' Maciej Rożnowski · 86' Kacper Wielewiecki |  |

## 1/4 finału
Pary 1/4 finału zostały rozlosowane 14 listopada 2024 roku, natomiast mecze zostały rozegrane 23 kwietnia 2025 roku.
| 23 kwietnia 2025 | Tłuchowia Tłuchowo | 0:2   | Elana Toruń                                 |  |
| 17:00            |                    | (0:1) | 14' Jakub Stawski · 54' Arkadiusz Korpalski |  |

| 23 kwietnia 2025 | Sparta Brodnica      | 1:3   | Lech Rypin                                        |  |
| 17:00            | 33' Maciej Tuptyński | (1:1) | 21', 80' Nazarij Muraszko · 53' Marcel Łapkiewicz |  |

| 23 kwietnia 2025 | Pogoń Mogilno            | 1:2 (pd.)  | Wda Świecie                             |  |
| 17:30            | 56' Norbert Rościszewski | (0:0, 1:1) | 65' Jakub Węgrzyn · 115' Michał Kalitta |  |

| 23 kwietnia 2025 | Noteć Gębice       | 1:4   | Zawisza Bydgoszcz                                |  |
| 17:30            | 53' Damian Radecki | (0:3) | 19', 52' Krystian Sanocki · 23', 43' Jakub Bojas |  |

## 1/2 finału
Pary 1/2 finału zostały rozlosowane 14 listopada 2024 roku, natomiast mecze zostały rozegrane 14 maja 2025 roku.
| 14 maja 2025 | Wda Świecie            | 2:1   | Elana Toruń          |  |
| 17:00        | Jay Jaskólski 14', 62' | (1:0) | 79' Maciej Rożnowski |  |

| 14 maja 2025 | Lech Rypin            | 1:4   | Zawisza Bydgoszcz                                                                |  |
| 17:30        | Konrad Kopczyński 13' | (1:1) | 24' Krystian Sanocki · 60' Sebastian Rak · 82' Jakub Bojas · 87' Patryk Skórecki |  |

## Finał
Mecz finałowy odbył się 4 czerwca 2025 roku. W nim Zawisza Bydgoszcz pokonała Wdę Świecie zdobywając Regionalny Pucharu Polski w województwie kujawsko-pomorskim i uczestnictwo na szczeblu centralnym Pucharu Polski w sezonie 2025/2026.
| 4 czerwca 2025 | Wda Świecie | 0:3   | Zawisza Bydgoszcz                       |  |
| 18:00          |             | (0:1) | 8' Patryk Mikita · 79', 90' Jakub Bojas |  |